# Leiuromys occasius
Leiuromys occasius är en gnagare i familjen lansråttor som förekommer i nordvästra Sydamerika. Arten infogades fram till 2005 i släktet Makalata och fram till 2018 i Pattonomys.
Denna gnagare blir i genomsnitt 21,8 cm lång (huvud och bål) och den har en cirka 22,5 cm lång svans. Viktuppgifter saknas. Pälsen på ovansidan är spräcklig med orangebruna och mörkbruna hår. Undersidan är täckt av krämfärgad päls med inslag av orange. På strupen och buken är pälsen ibland mer vitaktig. Många taggar är inblandade i ovansidans päls och där främst vid stjärten. Taggarna är mörkbruna med rosa spetsar på ryggens topp samt gråbruna på kroppssidan. Utöver mjuka hår förekommer borstiga hår på huvudet men inga taggar. Bara 1 till 2 cm av svansen är täckt med päls och resten av den mörkbruna svansen är täckt med fjäll. Honan har fyra spenar.
Utbredningsområdet ligger i Ecuador öster om Anderna samt i norra Peru. Vid Andernas sluttningar når arten 1300 meter över havet. Habitatet utgörs av regnskogar i låglandet samt av fuktiga bergsskogar.
Leiuromys occasius är antagligen växtätare liksom närbesläktade arter och den är troligen nattaktiv. Liksom flera andra lansråttor borde den vara trädlevande.
Beståndets storlek är inte känd. IUCN listar arten med kunskapsbrist (DD).